# Лемер д’Агаджо, Николь
Лемер д’Агаджо, Николь  (фр. Nicole Lemaire d’Agaggio) — современная французская художница, член-основатель Европейской академии наук, искусств и литературы, генеральный секретарь Академии c момента её создания (1980), многолетний заместитель мэра г. Антиб-Жуан-ле-Пен.

## Биография
В возрасте 12 лет была удостоена первого приза Каннского конкурса живописи для взрослых.
Докторская диссертация, защищенная в Парижском университете, посвящена проблемам взаимосвязей науки и искусства.
Кавалер ордена Почётного легиона, французского Ордена искусств и литературы, почетный доктор Академии изящных искусств Румынии, обладатель Гран-при Музея живописи в Монако и многих других наград.
Разработала новую технику — «полихромная драпировка», создаёт также современные гобелены, используя обюссонскую технику.
Автор множества плакатов, открыток и иллюстраций, выполненных по заказу ЮНЕСКО, а также иллюстраций к книгам, изданным издательствами Flammarion, Hachette, Presses Universitaires de France, Leonardo.
Ряд книг опубликовала в соавторстве с первым президентом Европейской академии наук, искусств и литературы Реймоном Доделем.

## Избранные публикации
- Daudel R., D’Agaggio N. Vision moléculaire du monde. — Paris: Hachette, 1981. — 188 p.
- Daudel R., Lemaire d’Agaggio N. (ed.) Life sciences and society: Proceedings of an International Colloquium on Great and Recent Discoveries in the Biomedical and Social Sciences, and Their Impact on the Evolution and Understanding of Our Society, Stockholm, Sweden, 26-28 November 1984. — New York: Elsevier Science Publishers, 1986. — 278 p.
- Benincasa C., Daudel R., D’Agaggio N. D’Agaggio: les sillons de la création. — Paris Art center, 1992. — 110 p.
- Daudel R., Lemaire d’Agaggio N. La science et la metamorphose des arts. — Paris, Presses universitaires de France, 1994—223 p.
- Lemaire d’Agaggio, N. Pleins feux sur les femmes de 60 An. — Paris, Residence, 2000. — 213 p.